# Solanum sycocarpum
Solanum sycocarpum là một loài thực vật thuộc họ Solanaceae. Đây là loài đặc hữu của Brasil.